# Сербиянка
Сербия́нка (Сербиянка с выходом; бел. Сербіянка) — старинная русская и белорусская сольная круговая пляска, с поочередной 
сменой исполнительниц. Сложилась в городской среде под влиянием цыганских танцев. По темпу и манере исполнения настолько близка к Цыганочке, что некоторые исследователи считают их разновидностями одного танца. Название образовано от устаревшего сербия́не — «сербы» (цыганка-сербиянка).

## Описание
Пляска исполняется по кругу с выходом солиста в центр. Остальные участники поют и приплясывают двигались по кругу, дробят, в сопровождении частушек. В Сербиянке чаще всего выполняются шаги-притопы, плясовая полька, падебаск (легкий прыжок с ноги на ногу), шаги-притопы с невысоким подскоком, покачивание поднятыми вверх руками, движение рук из стороны в сторону перед собой и внизу. Во время пляки исполняются частушки на различные темы.
У белорусов Сербиянка, наряду с другими плясками, являлась неотъемлемой частью свадебных и других семейных обрядов и застолий. Вместе с Цыганочкой, это был один из самых самых любимых танцев — как у молодёжи, так и у пожилых людей. Кто-нибудь из наиболее боевых девушек или женщин выходил в центр и просил гармониста сыграть Сербиянку к ней присоединялись все остальные. Танец не останавливался до тех пор, пока танцующие не споют всех частушек, которые знали. Гармонист останавливается только когда сами танцоры попросят об этом. Танец сопровождался белорусской частушкой:

Сербіяначку  скакаць

Трэба многа песень знаць

А як знаеш штук пяток

Так садзіся ў куток.